# Mimachrostia parafasciata
Mimachrostia parafasciata là một loài bướm đêm thuộc họ Erebidae. Nó được tìm thấy ở Chiết Giang và Giang Tô ở miền đông Trung Quốc.
Con trưởng thành bay vào tháng 5 và tháng 6, nhưng có lẽ xuất hiện nhiều thế hệ.
Sải cánh dài 13.5–14 mm. Cánh trước khá hẹp và màu nâu sáng.